# Schluchter (Seegatt)

Schluchter nördlich zwischen den Inseln Juist und Norderney

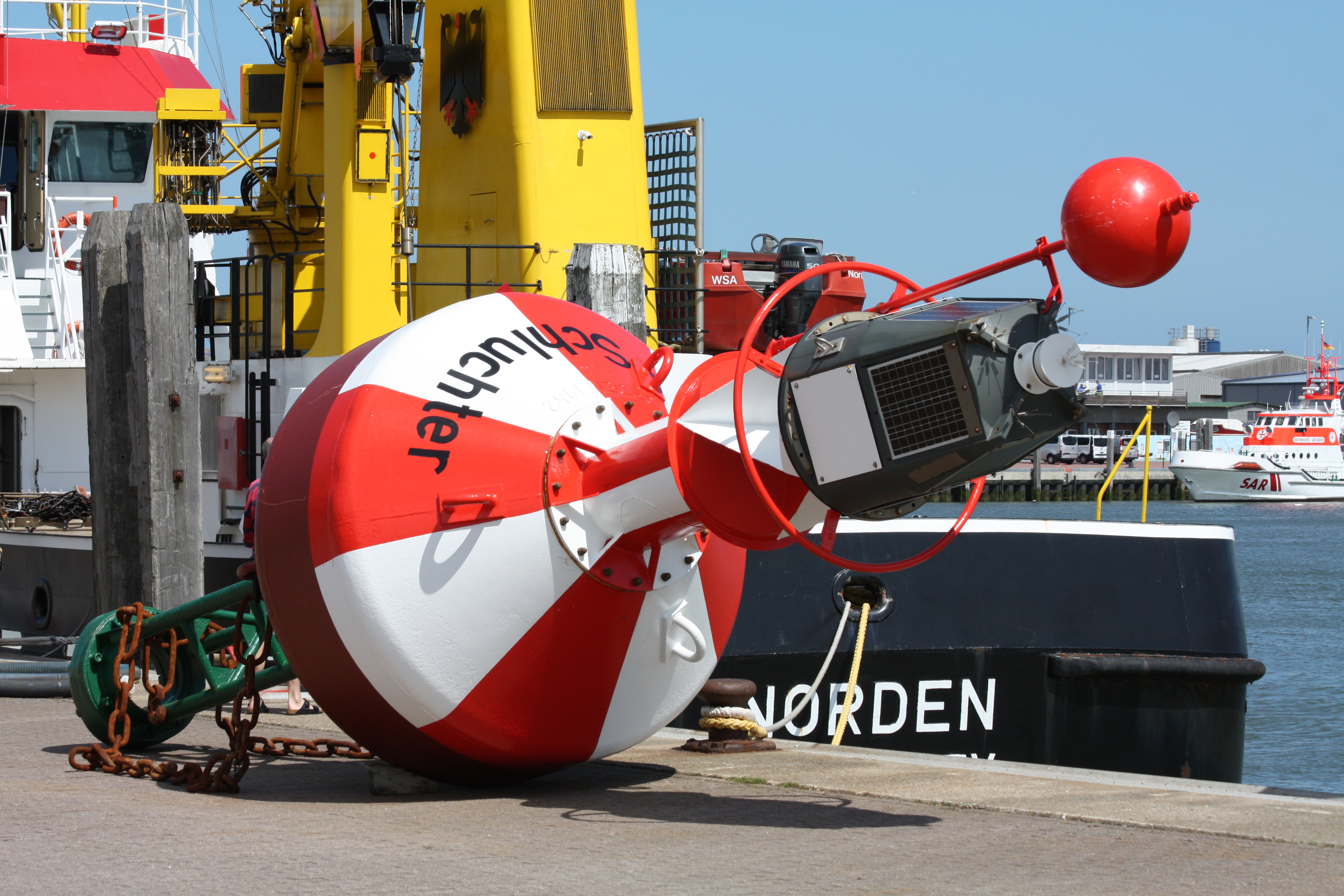
Ansteuerungstonne Schluchter am Tonnenhof im Norderneyer Hafen

Der Schluchter ist ein Seegatt in der südlichen Nordsee.
Das Gatt verläuft in Nordwest-Südost-Richtung nördlich der Ostfriesischen Inseln Juist im Südwesten und Norderney im Südosten. Die Ansteuerung von der Nordsee in den Schluchter erfolgt aus nordwestlicher Richtung über ein mit Tonnen versehenes Fahrwasser. Die Wassertiefe liegt zwischen zwei und 3,5 Metern. Daran anschließend folgt das Norderneyer Seegat.
Bei Niedrigwasser liegt die Wassertiefe bei maximal 1,50 Metern. Daher ist ein Befahren gefährlich.